# مكدامية
المَكَدامِيَة أو المَكْدَمِيَّة أو المكداميا أو الجندلأو لوز أسترالية هو جنس نباتي من النباتات المزهرة من فصيلة البروطية حيث توجد بكثرة في شرقي أستراليا (سبعة أنواع)، كليدونية الجديدة (نوع واحد هو M. neurophylla)، وسولاوسي في أندونيسيا (نوع واحد، M. hildebrandii). هي أشجار تتنوع الحجم من صغيرة إلى كبيرة مستديمة الخضرة تنمو من 2 - 12 متر. الأوراق مرتبة في بتلات من ثلاث إلى ست أوراق في البتلة بشكل قطع ناقص. الثمرة قاسية متخشبة تحوي بذرة أو بذرتين.

## التسمية
سمي النوع على اسم جون مَكَدام John Macadam الذي كان أول من وصف هذا النوع. وهو زميل فردينند فون مولر عالم النبات، الذي كان أول من وصف هذا الجنس. ثمة أسماء شائع عديدة تشمل المكدامية، جوز المكدامية، جوز كُوِنْزِلَند، جوز الدغل، جوز ماروشي، ملكة المكسرات وجوز bauple؛ ويطلق عليها السكان الأصليين في أستراليا أسماء تشمل جنديلي، جندلو بومبيرا.

## فوائد المكدامية
تعتبر المكدامية كغيرها من المكسرات الأخرى غنية بالمواد الغذائية الهامة وهي غنية بالبروتينات والدهون المفيدة والسعرات الحرارية وهي مصدر غني بالفيتامينات والحديد والفوليت ومضادات الأكسدة ومن أهم فوائدها بالنسبة للجسم:
- تعزيز صحة القلب والشرايين حيث تحوي ثمار المكدامية على دهون أحادية غير مشبعة تعمل على خفض مستويات الكوليسترول السيء والدهون الثلاثية في الجسم مما يساعد في الحماية من تصلب الشرايين والإصابة بأمراض القلب و الجلطات.[6]
- تخفيف الشهية و المساعدة في فقدان الوزن وذلك بسبب احتوائها على البروتينات والدهون المفيدة فتعطي احساسا بالشبع مما يساعد في محاربة الجوع وتخفيف الوزن.[6]
- مقاومة السرطان، بسبب إحتواء المكداميا على مضادات أكسدة قوية فأن لها دور كبير في محاربة الجذور الحرة في الجسم ومنع الأكسدة وتلف الخلايا والأحماض النووية الذي قد ينجم عنه السرطان.[6]
- تعزيز صحة وسلامة الأعصاب و الذاكرة باعتبارها مصدرا لمجموعة من العناصر المهمة للحفاظ على صحة وسلامة الجهاز العصبي كالمغنيزيوم والنحاس وفيتامين ب1 المهمة للسيالات العصبية وعمل الأعصاب.[6]
- تعزيز صحة جهاز الهضم حيث أن المكداميا غنية بالأليف الذائبة وغير الذائبة والتي تلعب دورا مهما في الحفاظ على صحة الجهاز الهضمي وتسهيل عملية الهضم و الحماية من الإمساك.[6]

## الإنتاج
تعتبر مكسرات المكدامية من أحد المحاصيل الغذائية الهامة التي تنتج من نوعين من المكدامية فقط هما:
- مكدامية كاملة الأوراق (الاسم العلمي: Macadamia integrifolia)
- مكدامية رباعية الأوراق (الاسم العلمي: Macadamia tetraphylla)

أما باقي الأنواع تحوي سموم أو تكون غير صالحة للأكل، وتكون السمية نتيجة وجود الغليكوزيدات فيها.
تشتهر هاواي بإنتاج المكدامية بشكل تجاري بدءاً من العشرينات من القرن العشرين. إلا أن المحاصيل ساءت في 2008 بسبب الجفاف والآفات الزراعية.

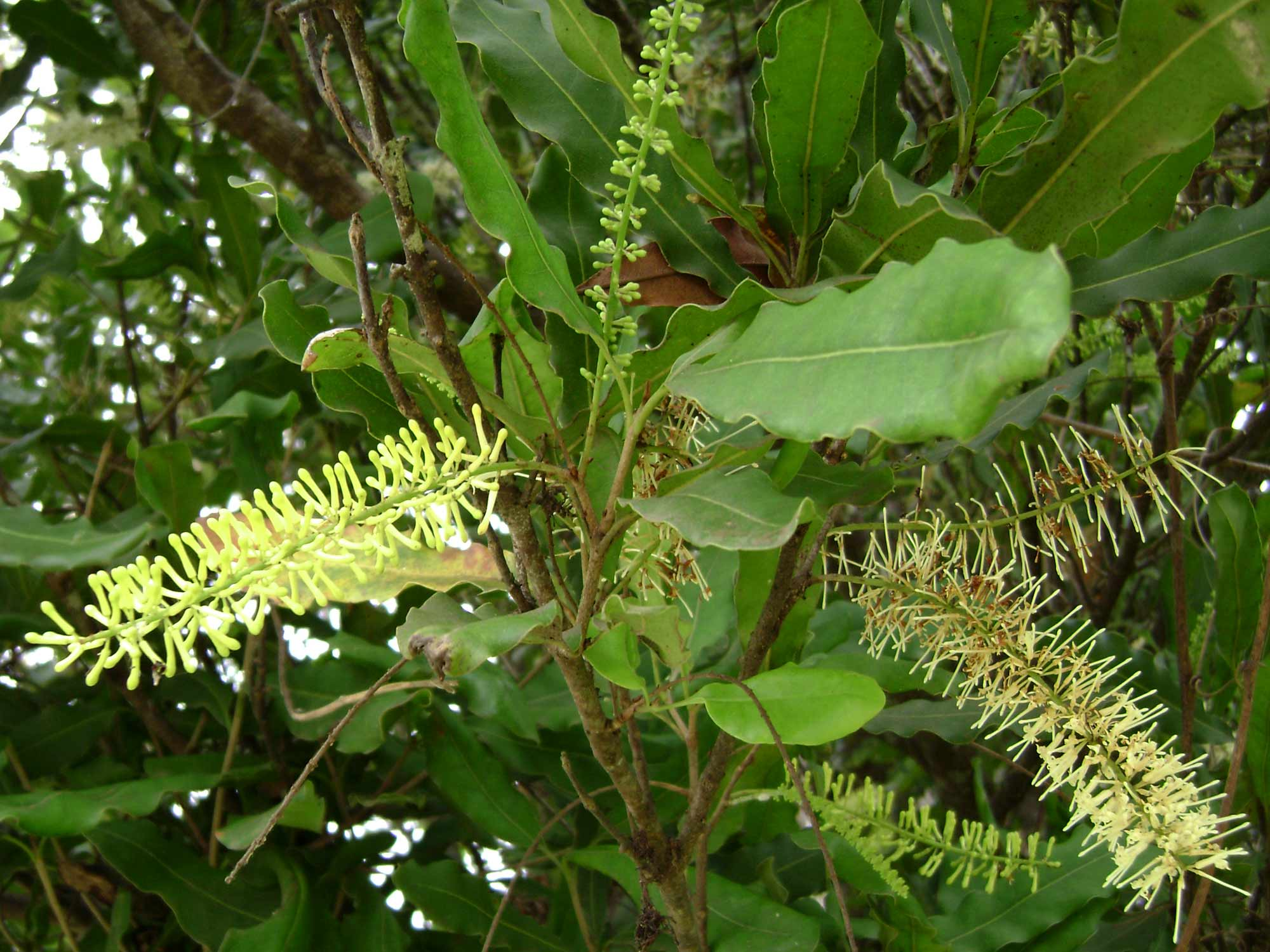
بداية إزهار المكدامية الكاملة الأوراق
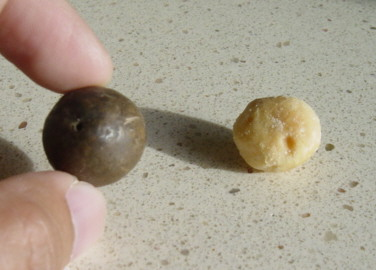
ثمرة المكدامية بقشرة وبدون قشرة
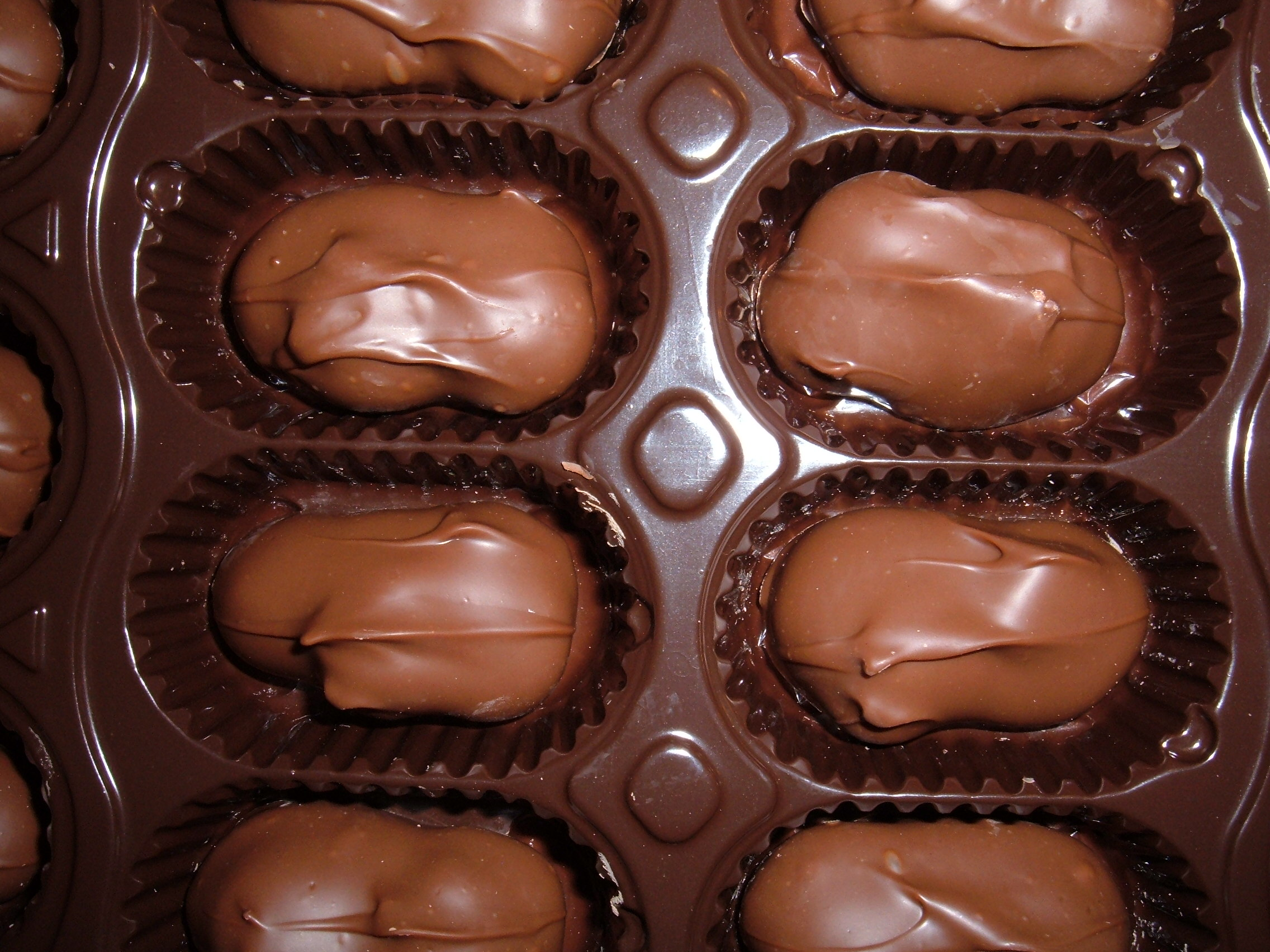
جوزة المكدامية مغطاة بالشكلاطة

## أنواع المكدامية
- مكدامية فرانسية (باللاتينية: Macadamia francii)
- مكدامية كاملة الأوراق (باللاتينية: Macadamia integrifolia)
- مكدامية معرقة الأوراق (باللاتينية: Macadamia neurophylla)
- مكدامية ثلاثية الأوراق (باللاتينية: Macadamia ternifolia)
- مكدامية رباعية الأوراق (باللاتينية: Macadamia tetraphylla)
- مكدامية ضيقة الأوراق (باللاتينية: Macadamia angustifolia)
- مكدامية كلودية (باللاتينية: Macadamia claudiensis)
- مكدامية قائمة (باللاتينية: Macadamia erecta)
- مكدامية كبيرة (باللاتينية: Macadamia grandis)
- مكدامية هيانة (باللاتينية: Macadamia heyana)
- مكدامية هيلدبراندي (باللاتينية: Macadamia hildebrandii)
- مكدامية جنسنية (باللاتينية: Macadamia jansenii)
- مكدامية دقيقة الأوراق (باللاتينية: Macadamia leptophylla)
- مكدامية لوية (باللاتينية: Macadamia lowii)
- مكدامية صغيرة (باللاتينية: Macadamia minor)
- مكدامية متعالية (باللاتينية: Macadamia praealta)
- مكدامية روسلية (باللاتينية: Macadamia rousselii)
- مكدامية دويرية (باللاتينية: Macadamia verticillata)
- مكدامية فيردية (باللاتينية: Macadamia vieillardii)
- مكدامية ويلانية (باللاتينية: Macadamia whelanii)
- مكدامية ينغيانية (باللاتينية: Macadamia youngiana)